# Cricket Hong Kong
Cricket Hong Kong (englisch, CHK; 香港板球,  Xiānggǎng Bǎnqiú, Jyutping Hoeng1gong2 Baan2kau4) ist der nationale Dachverband für Cricket in der Sonderverwaltungszone Hongkong der Volksrepublik China. Der im Jahr 1968 gegründete Verband hat seinen Sitz in Causeway Bay auf Hong Kong Island. Seit 1969 vertritt er Hongkong beim Weltverband International Cricket Council (ICC) als Associate Member und seit 1983 beim Kontinentalverband Asian Cricket Council (ACC).

## Geschichte
Die Gründung des Verbandes Hong Kong Cricket Association (HKCA) erfolgte im Jahr 1968. Ein Jahr später wurde er Associate Member des International Cricket Council (ICC). 1983 wurde CHK außerdem Mitglied der Asian Cricket Conference (ACC; heute Asian Cricket Council).

## Aufgabe
Cricket Hong Kong stellt die Hongkong vertretenden Cricket-Nationalmannschaften, einschließlich der für die Männer, Frauen und Jugend, zusammen. Der Verband ist außerdem verantwortlich für die Durchführung von T20I-Serien gegen andere Nationalmannschaften sowie die Organisation von Heimspielen und -turnieren. Neben der Aufstellung des Teams ist er verantwortlich für den Kartenverkauf, der Gewinnung von Sponsoren und der Vermarktung der Medienrechte.
Daneben organisiert der Verband das Kinder- und Jugend-Cricket in Hongkong. Wie andere Cricketnationen verfügt Hongkong über U-19-Nationalmannschaften für Jungen und Mädchen, die an den entsprechenden Weltmeisterschaften (Jungen und Mädchen) teilnehmen.

## Logo
Das Logo von Cricket Hong Kong zeigt die fünfblättrige Blüte der Bauhinien-Art Bauhinia × blakeana in rot mit dem Schriftzug Cricket Hong Kong in Englisch sowie 香港板球 in Chinesisch. Das Logo des Verbandes ist der Flagge Hongkongs entlehnt.